# Шлайхър (окръг, Тексас)
Окръг Шлайхър (на английски: Schleicher County) е окръг в щата Тексас, Съединени американски щати. Площта му е 3395 km², а населението - 2935 души (2000). Административен център е град Елдорадо.